# La gorda de las galaxias
La gorda de las galaxias es una serie de historietas creada por Nicolás Martínez Cerezo para la revista "Zipi y Zape" entre 1983 y 1988.

## Argumento
La Gordi es una heroína cósmica que vaga por el espacio ayudando a los desfavorecidos y promulgando el pacifismo, aunque no descarta dar un buen porrazo cuando es necesario. En palabras del propio Nicolás, la Gordi es «el espíritu de mi madre y de mujeres fuertes, pero también de personajes masculinos que se rebelan contra los roles establecidos».

## Estilo
La serie, como el resto de la obra de Nicolás, se caracteriza por su abigarrado colorido mediante rotuladores, la particular caligrafía del autor, y unos textos desenfadados y frescos, que destacaban por su extravagancia en el seno de la revista donde se publicaban.